# Coppa Bernocchi 1997
La Coppa Bernocchi 1997, settantanovesima edizione della corsa, si svolse il 21 agosto 1997 su un percorso di 206 km. Era valida come evento del circuito UCI categoria 1.3. La vittoria fu appannaggio dell'italiano Gianluca Bortolami, che terminò la gara in 4h45'59", alla media di 43,219 km/h, precedendo i connazionali Stefano Zanini e Marco Lietti. L'arrivo e la partenza della gara furono a Legnano.
Sul traguardo di Legnano 21 ciclisti, su 181 partenti, portarono a termine la manifestazione.

## Ordine d'arrivo (Top 10)
| Pos. | Corridore           | Squadra            | Tempo    |
| ---- | ------------------- | ------------------ | -------- |
| 1    | Gianluca Bortolami  | Festina            | 4h45'59" |
| 2    | Stefano Zanini      | Mapei              | a 42"    |
| 3    | Marco Lietti        | Refin              | a 42"    |
| 4    | Giovanni Lombardi   | Telekom            | a 42"    |
| 5    | Andrea Ferrigato    | Roslotto           | a 42"    |
| 6    | Alessio Di Basco    | Saeco              | a 42"    |
| 7    | Nicola Loda         | MG Boys Maglificio | a 42"    |
| 8    | Alessandro Petacchi | Scrigno            | a 42"    |
| 9    | Michele Bartoli     | MG Boys Maglificio | a 42"    |
| 10   | Riccardo Forconi    | Amore & Vita       | a 42"    |